# Willis Burks II
Willis Burks II (Birmingham, 25 ottobre 1935 – Las Vegas, 21 novembre 2010) è stato un attore statunitense.

## Biografia
Ha preso parte in alcuni film e serie televisive a partire dall'inizio degli anni novanta. Ha interpretato il suo ultimo ruolo nel lungometraggio Alla scoperta di Charlie con Michael Douglas e Evan Rachel Wood.

## Filmografia parziale
- Equinox, regia di Alan Rudolph (1992)
- Sunday, regia di Jonathan Nossiter (1997)
- Felicità rubata, regia di Eric Schaeffer (1997)
- Everything's Jake, regia di Matthew Miele (2000)
- Trigger Happy, regia di Julian West (2001)
- Alla scoperta di Charlie, regia di Mike Cahill (2007)